# Onoba insculpta
Onoba insculpta is een slakkensoort uit de familie van de Rissoidae. De wetenschappelijke naam van de soort is voor het eerst geldig gepubliceerd in 1905 door Murdoch.